# Топола ужаса
Топола ужаса је назив за дрво тополе, које се налазило у селу Доња Градина, у саставу усташког логора Доња Градина, где су усташе вршиле масовне покоље Срба, Јевреја, Рома и осталих логораша.
Ово сасушено дрво представља један од најстрашнијих симбола Доње Градине и Јасеновца. Под тополом и на њој логораши су мучени и убијани на најсвирепије начине, због чега су логораши то дрво назвали стабло мучења.
Године 1958, на крошњи дрвета и по његовом моћном деблу пречника 2,10 м, нађени су ланци и посебно ковани клинови за мучење жртава.
| „                   | Знамо и то да су они који су били закуцавани ексерима за дрвеће остављани да умиру полако више дана. Прислонили би их уз чувене „тополе смрти“ па су им кроз грудни кош и кроз ноге забијали клинове. Ти клинови су били врло груби, вероватно су их радили ковачи. Не знам шта су хтели постићи тим начином убијања. | ” |
| — Србољуб Живановић | |   |

Топола ужаса се налази у ЈП Спомен-подручје Доња Градина у Општини Козарска Дубица.
Потпуно иструлело дрво срушило се 1978, након чега су предузете мере за очување стабла у знак сећања на злочине који су под њим вршени. Влада Републике Српске, односно Министарство просвјете и културе Републике Српске, је 2011. донијело одлуку о изградњи стаклене надстрешнице која ће заштитити дрво од пропадања. По овом дрвету назван је и Споменик Топола ужаса, који је подигнут код Народне скупштине у Бањој Луци.

## Топола ужаса у поезији
Песникиња Гордана Кукић из Републике Српске написала је песму посвећену јасеновачким жртвама погубљеним на Тополи ужаса.
Топола Бола
Није ово Топола Бола 

Ово су Врата нашег раја 

Кроз њих су наши преци прошли 

Након последњег издисаја
Ћутим безгласног ужаса мук 

И видим невина лица 

И уже уз које Блијеском пуже 

Тисућу змија отровница
Којоти гладни крви траже 

У ноћи дужој од в`јека 

Наше се сјенке губе у тами 

Поново мути се ријека
Опет џелати добро знани 

У своме Олујном добу 

Под овим Стаблом налазе хлада 

За своју крваву гозбу
А сваког љета Дрво исцвјета 

И очи висе са грана 

Из сваког по једно сунце грије 

Све дане наших дана
Ово дрво запис је патње 

То није Топола Бола 

То је читанка нашега јуче 

И стабло српског непребола